# La Molsosa
La Molsosa är en kommun i Spanien.   Den ligger i provinsen Província de Lleida och regionen Katalonien, i den östra delen av landet, 500 km öster om huvudstaden Madrid. Antalet invånare är 115. Arean är 26,9 kvadratkilometer. La Molsosa gränsar till Pinós, Sant Mateu de Bages, Sant Pere Sallavinera, Calonge de Segarra, Castellfollit de Riubregós och Torà de Riubregós. 
Terrängen i La Molsosa är huvudsakligen platt, men österut är den kuperad.